# سیرک مرگبار
 سیرک مرگبار (به انگلیسی: The Carnivorous Carnival) نام یکی از کتاب‌های مجموعه ماجراهای بچه‌های بدشانس است. این کتاب توسط دنیل هندلر با نام مستعار لمونی اسنیکت نوشته شده و برت هلکوئیست آن را تصویرگری کرده‌است.

## کتاب قبلی و کتاب بعدی
بیمارستان خطرناک|سیرک مرگبار|آبشار یخ زده

## مشخصات کتاب
نوشته لمونی اسنیکت با تصویر گری برت هلکوئیست نهمین داستان از سری ماجراهای بچه‌های بدشانس که توسط رضا دهقان به فارسی ترجمه گردید و در ۲۱۰ صفحه توسط نشر ماهی منتشر شده است. در رده بندی داستان‌های طنز قرن بیستم قرار می‌گیرد

## داستان
ویولت بودلر و کلاوس بودلر و سانی بودلر همراه با ماشین کنت الاف به سمت سیرکی می‌روند و در این سیرک با ماجرهای عجیبی روبه رو می‌شوند و در نهایت سانی بودلر توسط کنت الاف دزدیده می‌شود و کلاوس و ویولت بودلر را به درون دره پرت می‌کند